# Mariana Griswold Van Rensselaer

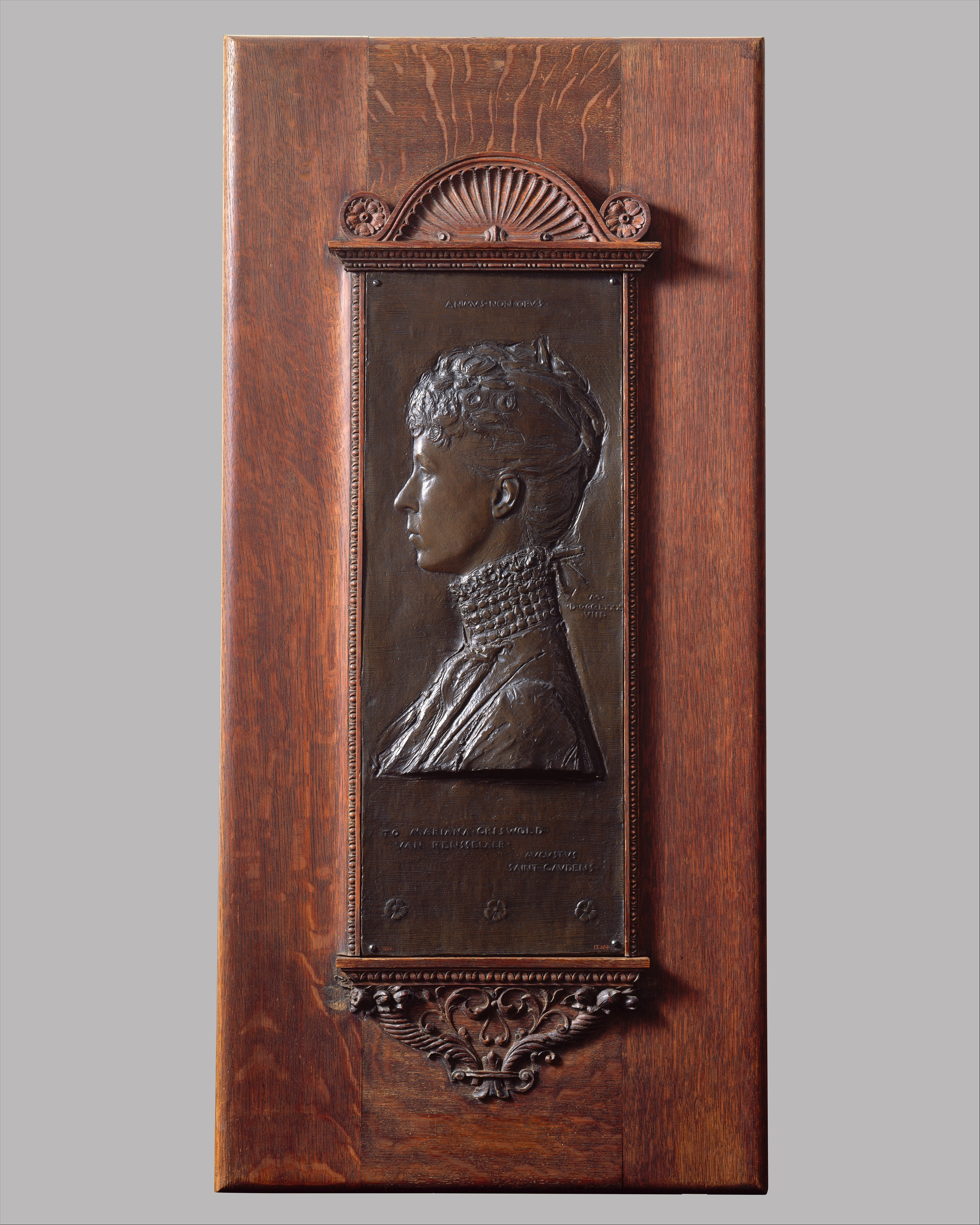
Augustus Saint-Gaudens: Mrs. Schuyler Van Rensselaer (Mariana Griswold Van Rensselaer), Bronze, 1888/1890, 51,8 × 19,7 Zentimeter

Mariana Griswold Van Rensselaer (* 25. Februar 1851 in New York City als Mariana Griswold; † 20. Januar 1934 ebenda) war eine US-amerikanische Kunstkritikerin und Dichterin.

## Leben
Mariana Griswold wurde im Februar 1851 in New York City als Tochter eines Kaufmannes in eine wohlhabende Familie geboren und zunächst zuhause unterrichtet. 1868 wurde sie von ihren Eltern nach Dresden geschickt, um dort ihren Bildungsweg abzuschließen. In der sächsischen Hauptstadt heiratete sie 1873 den Bergbauingenieur Schuyler Van Rensselaer (1845–1884), einen Spross der bekannten niederländischamerikanischen Familie Van Rensselaer. Aus der Ehe ging ein Sohn hervor († 1894). Kurz nach der Heirat kehrte das Ehepaar in die Vereinigten Staaten zurück, wo es sich in New Brunswick im US-Bundesstaat New Jersey niederließ, aber beträchtliche Zeit in verschiedenen Bergbaustädten verbrachte, in denen Schuyler Van Rensselaer arbeitete. Parallel begann Mariana Griswold Van Rensselaer, als Kunstkritikerin zu wirken. Ab 1876 veröffentlichte sie regelmäßig Kritiken in der American Architect and Building News, Anfang der 1880er Jahre auch in der New York World. Ab 1880 begann sie eine langjährige und umfangreiche Zusammenarbeit mit dem Magazin Scribner’s Monthly und dessen Nachfolger, dem Century Magazine.
Nachdem ihr Ehemann 1884 an einer Lungenkrankheit verstorben war, kehrte Van Rensselaer nach New York City zurück. Noch im Todesjahr ihres Ehemannes begann sie eine Artikelserie mit dem Titel Recent Architecture in America im Century Magazine, die bis 1886 neun Artikel umfasste und sie so sehr bekannt machte, dass Van Rensselaer fortan als eine der ersten Personen in den Vereinigten Staaten professionell in der Architekturkritik wirken konnte. Parallel arbeitete sie an einer Biografie über den 1886 plötzlich verstorbenen Architekten Henry Hobson Richardson und dessen Werk, dessen neuromantischer Stil der Richardsonian Romanesque großen Einfluss auf die nordamerikanische Architektur jener Zeit hatte. Das Ergebnis dieser Arbeit erschien 1888 in Buchform und gilt nicht nur als Standardwerk zu Richardson, sondern auch als Grundstein der modernen Architekturgeschichte in den Vereinigten Staaten. Anschließend wandte sie sich über ihre Freundschaft mit dem berühmten Landschaftsarchitekten und Städteplaner Frederick Law Olmsted der Landschaftsarchitektur zu. Mit einer Artikelserie über die Kunst der Landschaftsarchitektur, die von 1888 bis 1897 in Charles Sprague Sargents Zeitschrift Garden and Forest erschien, gelang es ihr, die Profession als gleichberechtigte Kunstgattung neben Architektur und den schönen Künsten zu etablieren. Eine Auswahl dieser Artikel publizierte sie 1893 unter dem Titel Art Out-of-Doors. 1892 publizierte sie ferner ein Buch über English Cathedrals, das aus einem ihrer Essays im Century Magazine hervorgegangen war.
Trotz ihres Erfolgs als Architektur- und Landschaftsarchitekturkritikerin blieb Van Rensselaer auch als Kritikerin anderer Künste aktiv. 1886 publizierte sie zwei Bücher über US-amerikanische Künstler, eines über Radierer (American Etchers) und eines über Figurenmaler (The Book of American Figure Painters). Von 1886 bis 1889 fungierte sie als leitende Kunstkritikerin für den New Yorker Independent und schrieb allgemein über neue künstlerische Strömungen jener Zeit. 1889 publizierte sie eine Monografie mit sechs „Porträts“ bedeutender Maler, darunter der US-amerikanische Landschaftsmaler Winslow Homer, in dessen Werk sie als erste Kritikerin eine auszeichnende „Amerikanischheit“ (Americanness) erkennen wollte. 1909 veröffentlichte sie eine Geschichte von New York City im 17. Jahrhundert mit der Intention, die Einwohner ihrer Heimatstadt stolz auf deren Geschichte zu machen. Für das Werk wurde sie ein Jahr später mit einer Ehrendoktorwürde der Columbia University bedacht. Zusätzlich wirkte sie bereits seit den 1870er Jahren als Dichterin. Insbesondere ab Beginn des 20. Jahrhunderts machten Gedichte den Großteil ihrer Veröffentlichungen aus; 1910 und 1921 publizierte sie in zwei Gedichtbänden eine Sammlung ihrer Werke. Daneben engagierte sie sich viele Jahre auch als Wohltäterin, insbesondere in der Bildung von Mädchen aus der Unterschicht New York Citys. Die Suffragettenbewegung und das Frauenwahlrecht lehnte sie mit der Begründung ab, dass viele Frauen der Unterschicht nicht ausreichend gebildet seien, um gute Wählerinnen zu sein. Während des Ersten Weltkriegs leitete sie ferner den American Fund for the French Wounded.
Van Rensselaer lebte in Manhattan an der West Tenth Street im heutigen West Village. Dort unterhielt sie für viele Jahre ein aktives Gesellschaftsleben mit regelmäßigen Salons, unter dessen Stammgästen unter anderem der Bildhauer Augustus Saint-Gaudens und der Herausgeber und Dichter Richard Watson Gilder waren. Gilder zog an seinem Lebensende bei Van Rensselaer ein und starb dort 1909. Saint-Gaudens hatte bereits 1888/1890 ein Bronzerelief von Van Rensselaer angefertigt, das heute im Metropolitan Museum of Art zu finden ist. 1923 wurde Van Rensselaer angesichts ihres Lebenswerks mit der Gold Medal der American Academy of Arts and Letters ausgezeichnet. 1927 saß sie Modell für ein Porträtgemälde von Durr Freedley. Sie starb Anfang 1934 im Alter von 82 Jahren in New York City. Danach geriet sie bald in Vergessenheit. In den 1970er Jahren Subjekt zweier Doktorarbeiten, wurde sie im späten 20. Jahrhundert vor dem Hintergrund des Aufstiegs der Frauengeschichte als akademisches Feld neu entdeckt. 1996 publizierte der Architekturhistoriker David Gebhard eine Werkausgabe einiger ihrer Schriften zu Architektur und Landschaftsarchitektur. 2013 veröffentlichte Judith K. Major eine erste Biografie Van Rensselaers, legte aber den Schwerpunkt auf deren Schaffen im Bereich der Landschaftsarchitektur.

## Veröffentlichungen
Kritik
- American Etchers. Frederick Keppel, New York 1886.
- The Book of American Figure Painters. J. B. Lipincott, Philadelphia 1886.
- Henry Hobson Richardson and His Works. Houghton Mifflin, Boston / New York 1888.
- Six Portraits: Della Robbia, Correggio, Blake, Corot, George Fuller, Winslow Homer. Houghton Mifflin, Boston / New York 1889.
- English Cathedrals. The Century Company, New York 1892.
- Art Out-of-Doors: Hints on Good Taste in Gardening. Charles Scribner’s Sons, New York 1893.
- History of the City of New York in the Seventeenth Century. Zwei Bände. Macmillan, New York 1909.

Lyrik
- Poems. Macmillan, New York 1910.
- Many Children. The Atlantic Monthly Press, Boston 1921.

Werksausgaben
- David Gebhard (Hrsg.): Accents as Well as Broad Effects: Writings on Architecture, Landscape, and the Environment, 1876–1925. University of California Press, Berkeley 1996. ISBN 0-520-20126-4.